# Leichtathletik-Weltmeisterschaften 2017/Teilnehmer (Chile)
| Gelbes Symbol für Goldmedaillen mit stilisierten Olympischen Ringen | Graues Symbol für Silbermedaillen mit stilisierten Olympischen Ringen | Braundes Symbol für Bronzemedaillen mit stilisierten Olympischen Ringen |
| ------------------------------------------------------------------- | --------------------------------------------------------------------- | ----------------------------------------------------------------------- |
| —                                                                   | —                                                                     | —                                                                       |

Von Chile wurden drei Athletinnen und sechs Athleten für die Leichtathletik-Weltmeisterschaften 2017 in London nominiert.

## Ergebnisse

### Männer

#### Laufdisziplinen
| Athlet         | Disziplin   | Vorlauf | Vorlauf | Halbfinale | Halbfinale | Finale    | Finale |
| Athlet         | Disziplin   | Zeit    | Platz   | Zeit       | Platz      | Zeit      | Platz  |
| -------------- | ----------- | ------- | ------- | ---------- | ---------- | --------- | ------ |
| Víctor Aravena | 5000 m      | DNS     | DNS     |            |            | –––       | –––    |
| Yerko Araya    | 20 km Gehen |         |         |            |            | 1:23:46 h | 39     |
| Edward Araya   | 50 km Gehen |         |         |            |            | DSQ       | DSQ    |
| Manuel Cabrera | Marathon    |         |         |            |            | 2:24:08 h | 55     |
| Leslie Encina  | Marathon    |         |         |            |            | 2:22:10 h | 49     |
| Enzo Yáñez     | Marathon    |         |         |            |            | DNF       | DNF    |

### Frauen

#### Laufdisziplinen
| Athletin        | Disziplin | Vorlauf | Vorlauf | Halbfinale         | Halbfinale         | Finale             | Finale             |
| Athletin        | Disziplin | Zeit    | Platz   | Zeit               | Platz              | Zeit               | Platz              |
| --------------- | --------- | ------- | ------- | ------------------ | ------------------ | ------------------ | ------------------ |
| Isidora Jiménez | 200 m     | 23,89 s | 41      | nicht qualifiziert | nicht qualifiziert | nicht qualifiziert | nicht qualifiziert |

#### Sprung/Wurf
| Athletin       | Disziplin   | Qualifikation | Qualifikation | Finale             | Finale             |
| Athletin       | Disziplin   | Weite/Höhe    | Platz         | Weite/Höhe         | Platz              |
| -------------- | ----------- | ------------- | ------------- | ------------------ | ------------------ |
| Natalia Duco   | Kugelstoßen | 17,66 m       | 15            | nicht qualifiziert | nicht qualifiziert |
| Karen Gallardo | Diskuswurf  | 52,81 m       | 29            | nicht qualifiziert | nicht qualifiziert |